# Robert von Förster
Robert Wilhelm Viktor Sigismund von Förster (* 29. April 1913 in Zellerfeld; † 29. Oktober 1984 in Bonn) war ein deutscher Diplomat.

## Leben
Robert von Förster begann an der Georg-August-Universität Göttingen Rechtswissenschaft zu studieren. Er war von 1931 bis Ostern 1933 im Corps Saxonia Göttingen aktiv. Danach studierte er an der Deutschen Universität Prag, wo er sich auch dem Corps Frankonia Prag anschloss. Er beendete das Studium an der Eberhard Karls Universität Tübingen. 1936 wurde er in Göttingen zum Dr. iur. promoviert. Im März 1939 bestand er das Assessorexamen. Nach einer kurzen Zeit im Auswärtigen Amt wurde er zum Heer (Wehrmacht) einberufen. Als Oberleutnant der Reserve geriet er in Kriegsgefangenschaft, aus der er 1946 entlassen wurde. Er war zunächst Richter in Syke und Verden (Aller), dann Rechtsanwalt und Notar in Bremen. 1953 trat er wieder in den Auswärtigen Dienst. Er war von 1955 bis 1959 an der Botschaft in Bagdad, danach Personalreferent in der Bonner Zentrale. Von 1967 bis 1973 war er Botschafter in Lima, dann bis zur Pensionierung in Bogotá. Den Ruhestand verbrachte er in Bonn. Er ist auf dem Zentralfriedhof Bad Godesberg beerdigt. Verheiratet war er seit 1950 mit Grethe geb. Gynther-Nielsen.

## Ehrungen
- 1962: Großes Goldenes Ehrenzeichen für Verdienste um die Republik Österreich[4]
- 1968: Bundesverdienstkreuz 1. Klasse
- 1973: Orden El Sol del Perú